# Mitsubishi Fuso Fighter
 (avril 2020).
Le Mitsubishi Fuso Fighter (kana : 三菱 ふ そ う ・ フ ァ イ タ ー) est un modèle de véhicules utilitaires moyens produits par Mitsubishi Fuso Truck and Bus Corporation depuis 1984. La gamme était principalement disponible dans d'autres camions de grande et moyenne taille.
La plupart des modèles de taille moyenne et de grande taille du camion se distinguent par un badge "Fighter'' à l'avant, mais le badge Mitsubishi commun est généralement utilisé à l'arrière.

## Voir également
- Mitsubishi Fuso Truck and Bus Corporation